# Red Bull Air Race 2018
Die Red Bull Air Race 2018 Weltmeisterschaft war die 13. Saison einer von der Red Bull Air Race GmbH organisierten Serie von Luftrennen. In der Rennsaison 2018 wurden acht Rennen durchgeführt. Die Stationen waren Abu Dhabi (Vereinigte Arabische Emirate), Cannes (Frankreich), Chiba (Japan), Budapest (Ungarn), Kasan (Russland), Wiener Neustadt (Österreich), Indianapolis (USA) und Fort Worth (USA).

## Regeländerungen
2018 gab es eine neue Regel zu dem Lastvielfachen im Rennen: Für die Master Class Piloten lag die Grenze im Track zukünftig bei 10g, und auch die Challenger Piloten mussten vorsichtig sein, die 10g-Regel in ihren neuen, stärker motorisierten Rennflugzeugen einzuhalten. Sobald ein Master Class Pilot die 10g-Grenze für mehr als 0,6 Sekunden überschritt, kassierte er eine Zwei-Sekunden-Strafe. Bis dahin endete der Durchgang für den Piloten mit einem automatischen DNF (Did Not Finish). Durch die neue Regelung durften die Piloten weiter am Rennen teilnehmen, außer sie überschritten 12g, was ein DNF zur Folge hatte. In der Challenger Class gab es eine Zwei-Sekunden-Strafe, wenn die Piloten das 10g-Limit überschritten. Erreichten sie mehr als 11g, war die Konsequenz ein DNF.
Wie zuvor flogen die Challenger Class Piloten an denselben Orten wie die der Master Class, wobei aber nicht jeder Pilot des Challenger Cups bei jedem Event fliegen sollte. Das Format veränderte sich 2018 insofern, dass jeder Pilot an mindestens vier (anstatt fünf) Rennen der ersten sieben Stopps der Saison fliegen sollte. Wie schon 2017 wurden vor dem achten und finalen Stopp des Wettbewerbs die besten vier Ergebnisse der Piloten addiert und die Top Sechs qualifizierten sich für das Saisonfinale. Die Punkte des finalen Rennens wurden zu den bisherigen Ergebnissen der Piloten hinzugerechnet. Der Pilot mit der höchsten Punktzahl wurde schließlich zum Challenger Cup Champion gekrönt.

## Air Race Piloten 2018

### Master Class
| Nr. | Pilot             | Herkunft               | Flugzeug          |
| --- | ----------------- | ---------------------- | ----------------- |
| 05  | Cristian Bolton   | Chile                  | Zivko Edge 540 V2 |
| 08  | Martin Šonka      | Tschechien             | Zivko Edge 540 V3 |
| 10  | Kirby Chambliss   | Vereinigte Staaten     | Zivko Edge 540 V3 |
| 11  | Mikaël Brageot    | Frankreich             | MXS-R             |
| 12  | François Le Vot   | Frankreich             | Zivko Edge 540 V3 |
| 18  | Petr Kopfstein    | Tschechien             | Zivko Edge 540 V3 |
| 21  | Matthias Dolderer | Deutschland            | Zivko Edge 540 V3 |
| 26  | Juan Velarde      | Spanien                | Zivko Edge 540 V2 |
| 27  | Nicolas Ivanoff   | Frankreich             | Zivko Edge 540 V2 |
| 31  | Yoshihide Muroya  | Japan                  | Zivko Edge 540 V3 |
| 37  | Ben Murphy        | Vereinigtes Königreich | Zivko Edge 540 V2 |
| 84  | Pete McLeod       | Kanada                 | Zivko Edge 540 V3 |
| 95  | Matt Hall         | Australien             | Zivko Edge 540 V3 |
| 99  | Michael Goulian   | Vereinigte Staaten     | Zivko Edge 540 V2 |

#### Pilotenwechsel
- Peter Podlunšek ( Slowenien) trat zum letzten Mal beim Saisonfinale der Red Bull Air Race Weltmeisterschaft 2017 am 14. und 15. Oktober auf dem Indianapolis Motor Speedway an. Nach vier Red Bull Air Race Saisons gab er im Oktober 2017 seinen Rücktritt bekannt.[2]
- Ben Murphy ( Vereinigtes Königreich) wechselte aus der Challenger Class in die Master Class.[3]

### Challenger Class
Zum ersten Mal seit dem Debüt des Challenger Cup im Jahr 2014 änderten sich die Flugzeuge in der WM-Nachwuchsserie. Es erfolgte ein Wechsel von der bisherigen Extra 330LX zur leistungsstärkeren Zivko Edge 540 V2.
| Nr. | Pilot            | Herkunft            |
| --- | ---------------- | ------------------- |
| 06  | Luke Czepiela    | Polen               |
| 07  | Kenny Chiang     | Volksrepublik China |
| 15  | Baptiste Vignes  | Frankreich          |
| 17  | Daniel Ryfa      | Schweden            |
| 32  | Dario Costa      | Italien             |
| 33  | Mélanie Astles   | Frankreich          |
| 48  | Kevin Coleman    | Vereinigte Staaten  |
| 62  | Florian Bergér   | Deutschland         |
| 77  | Patrick Davidson | Südafrika           |
| 78  | Daniel Genevey   | Ungarn              |

#### Pilotenwechsel
- Dario Costa ( Italien) und Patrick Davidson ( Südafrika) debütierten in der Challenger Class.

## Rennkalender
Zu Beginn der Saison standen erst fünf Locations der insgesamt acht Rennen fest. Die Rennen in Chiba (Japan) und Wiener Neustadt (Österreich) wurden erst im Laufe der Saison verhandelt und offiziell nachgemeldet. Zuletzt wurde das finale Rennen der Saison für November in Fort Worth (USA) bekannt gegeben.
| Nr. | Datum             | Rennen          | Quali-Sieger      | Sieger          | Zweiter           | Dritter           | Gesamtführender           | Sieger Challenger |
| --- | ----------------- | --------------- | ----------------- | --------------- | ----------------- | ----------------- | ------------------------- | ----------------- |
| 01  | 2./3. Februar     | Abu Dhabi       | Matthias Dolderer | Michael Goulian | Yoshihide Muroya  | Kirby Chambliss 1 | Michael Goulian           | Florian Bergér    |
| 02  | 21./22. April     | Cannes          | Michael Goulian   | Matt Hall       | Matthias Dolderer | Michael Goulian   | Michael Goulian           | Daniel Ryfa       |
| 03  | 26./27. Mai       | Chiba           | Michael Goulian   | Matt Hall       | Michael Goulian   | Martin Šonka      | Matt Hall Michael Goulian | nicht ausgetragen |
| 04  | 23./24. Juni      | Budapest        | Martin Šonka      | Martin Šonka    | Mikaël Brageot    | Matt Hall         | Matt Hall                 | Luke Czepiela     |
| 06  | 25./26. August    | Kasan           | Matthias Dolderer | Martin Šonka    | Michael Goulian   | Kirby Chambliss   | Michael Goulian           | Kevin Coleman     |
| 05  | 15./16. September | Wiener Neustadt | Yoshihide Muroya  | Martin Šonka    | Yoshihide Muroya  | Matt Hall         | Martin Šonka              | Kenny Chiang 2    |
| 07  | 6./7. Oktober     | Indianapolis    | Martin Šonka      | Michael Goulian | Pete McLeod       | Nicolas Ivanoff   | Michael Goulian           | Florian Bergér    |
| 08  | 17./18. November  | Fort Worth      | Matthias Dolderer | Martin Šonka    | Matt Hall         | Kirby Chambliss   | Martin Šonka              | Luke Czepiela     |

## Meisterschaft

### Master Class
| Pos. | Pilot             | Abu Dhabi | Cannes | Chiba | Budapest | Kasan | Wiener Neustadt | Indianapolis | Fort Worth | Punkte |
| ---- | ----------------- | --------- | ------ | ----- | -------- | ----- | --------------- | ------------ | ---------- | ------ |
| 1    | Martin Šonka      | 4         | 8      | 3     | 1        | 1     | 1               | 10           | 1          | 80     |
| 2    | Matt Hall         | 5         | 1      | 1     | 3        | 7     | 3               | 6            | 2          | 75     |
| 3    | Michael Goulian   | 1         | 3      | 2     | 4        | 2     | 12              | 1            | 8          | 73     |
| 4    | Mikaël Brageot    | 8         | 5      | 5     | 2        | 12    | 4               | 9            | 6          | 41     |
| 5    | Yoshihide Muroya  | 2         | 4      | 14    | DNF      | DSQ   | 2               | 12           | 5          | 40     |
| 6    | Kirby Chambliss   | 3         | 12     | 13    | 10       | 3     | 8               | 8            | 3          | 34     |
| 7    | Ben Murphy        | 6         | 10     | 11    | 8        | 5     | 13              | 4            | 4          | 29     |
| 8    | Pete McLeod       | 14        | 7      | 4     | DNF      | 11    | 7               | 2            | 11         | 27     |
| 9    | Juan Velarde      | 11        | 6      | 7     | DNF      | 4     | 11              | 7            | 7          | 24     |
| 10   | Nicolas Ivanoff   | 10        | 14     | 12    | 7        | 10    | 6               | 3            | 9          | 22     |
| 11   | François Le Vot   | 7         | 11     | 6     | 5        | 6     | 10              | 14           | 10         | 22     |
| 12   | Matthias Dolderer | 13        | 2      | 8     | DNS      | 13    | 9               | 11           | 13         | 17     |
| 13   | Petr Kopfstein    | 9         | 9      | 9     | 9        | 9     | 5               | 13           | 12         | 16     |
| 14   | Cristian Bolton   | 12        | 13     | 10    | 6        | 14    | 14              | 5            | 14         | 12     |

(Legende: DNP = Nicht teilgenommen; DNS = Nicht gestartet; DNF = Nicht beendet; DSQ = Disqualifiziert; CAN = Abgesagt)
Punktesystem
| Platzierung | 1    | 2      | 3      | 4    | 5    | 6    | 7    | 8    | 9    | 10   | 11   | 12   | 13   | 14   |
| Punkte      | 15   | 12     | 9      | 7    | 6    | 5    | 4    | 3    | 2    | 1    | 0    | 0    | 0    | 0    |
| Farbe       | Gold | Silber | Bronze | Grün | Grün | Grün | Grün | Grün | Grün | Grün | Blau | Blau | Blau | Blau |

### Challenger Class
Jeder Pilot in der Challenger Class hatte während der ersten sieben Rennen der Saison mindestens drei Rennen bestritten. Nur die ersten drei Ergebnisse jedes Piloten zählten in der Gesamtwertung, alle anderen Ergebnisse wurden nicht gezählt. Nach dem siebten Rennen qualifizierten sich die besten sechs Piloten für das Finale.
| Pos. | Pilot            | Abu Dhabi | Cannes | Chiba | Budapest | Kasan | Wiener Neustadt | Wiener Neustadt | Indianapolis | Fort Worth | Punkte gestrichen | Punkte |
| Pos. | Pilot            | Abu Dhabi | Cannes | Chiba | Budapest | Kasan | (Rennen 1)      | (Rennen 2)      | Indianapolis | Fort Worth | Punkte gestrichen | Punkte |
| ---- | ---------------- | --------- | ------ | ----- | -------- | ----- | --------------- | --------------- | ------------ | ---------- | ----------------- | ------ |
| 1    | Luke Czepiela    | 2         | –      | –     | 1        | 6     | –               | 2               | –            | 1          | –                 | 36     |
| 2    | Florian Bergér   | 1         | –      | –     | 2        | –     | –               | –               | 1            | 2          | –                 | 36     |
| 3    | Kevin Coleman    | 3         | –      | –     | –        | 1     | 6               | –               | 2            | 3          | –                 | 30     |
| 4    | Baptiste Vignes  | –         | 2      | –     | 5        | –     | 3               | 3               | 4            | 4          | 2                 | 28     |
| 5    | Kenny Chiang     | –         | –      | –     | 6        | 3     | 1               | 1               | DNS          | DNS        | 0                 | 26     |
| 6    | Daniel Ryfa      | 5         | 1      | –     | –        | –     | 2               | 6               | –            | 5          | –                 | 22     |
| 7    | Patrick Davidson | 6         | 5      | –     | –        | 2     | 4               | –               | 3            | –          | 0                 | 20     |
| 8    | Mélanie Astles   | –         | 4      | –     | 4        | 4     | –               | 4               | –            | –          | –                 | 16     |
| 9    | Dario Costa      | 4         | 3      | –     | –        | 5     | –               | 5               | 5            | –          | 2                 | 14     |
| 10   | Daniel Genevey   | 7         | 6      | –     | 3        | –     | 5               | –               | 6            | –          | 0                 | 8      |

(Legende: DNP = Nicht teilgenommen; DNS = Nicht gestartet; DSQ = Disqualifiziert; CAN = Abgesagt)
Punktesystem
| Platzierung | 1    | 2      | 3      | 4    | 5    | 6    | 7    | 8    |
| Punkte      | 10   | 8      | 6      | 4    | 2    | 0    | 0    | 0    |
| Farbe       | Gold | Silber | Bronze | Grün | Grün | Blau | Blau | Blau |